# Alena Vostrá
Alena Vostrá, rozená Alena Obdržálková, (17. května 1938 Praha – 15. dubna 1992 tamtéž) byla česká spisovatelka-prozaička, autorka knih pro děti, scenáristka, dramatička, loutkářka, rozhlasová redaktorka, manželka divadelníka Jaroslava Vostrého.

## Život
Její otec byl strojní inženýr, matka Božena Obdržálková (1903–1989) byla autorkou vzpomínkové prózy Bylo..., který vyšel v souboru o staré Praze Růže z pražských trhů.
Po maturitě na jedenáctileté střední škole začala Alena Vostrá (tehdy Obdržálková) studovat zeměměřičství na ČVUT. Po dvou semestrech toto studium ukončila a od roku 1958 studovala loutkářství na DAMU, odkud byla po dvou letech vyloučena. V době, kdy nemohla studovat, pracovala v Československém rozhlase, kde dětem, které napsaly skřítkovi Hajajovi, psala odpovědi.
Považovala své vyloučení z DAMU za nespravedlivé, odvolávala se a po dvou letech směla studium dokončit v jiném oboru. Rozhodla se pro dramaturgii a studium úspěšně ukončila. Po ukončení studia a úspěšném uvedení své hry a současně diplomové práce Na koho to slovo padne v Činoherním klubu se stala spisovatelkou na volné noze.
Zemřela náhle v roce 1992.

### Rodinný život
V letech 1963–1988 byl jejím manželem Jaroslav Vostrý, divadelní teoretik, historik a kritik, autor divadelních her, dramatizací a adaptací. Divadelní adaptaci F. M. Dostojevského Zločin a trest napsali manželé Vostrých společně.

## Dílo

### Časopisy
Od 60. let 20. století se její příspěvky objevovaly v časopisech Literární noviny, Tvář, Host do domu aj. V časopise Plamen otiskla v roce 1963 pod pseudonymem Alena Králová novelu Elegie a v roce 1964 pod vlastním jménem novelu Bůh z reklamy.

### Knižní vydání
- Zpívající pastelky (pseudonym Alena Králová, il. Jitka Kolínská, Praha, SNDK, 1963)
- Bůh z reklamy (Praha, Československý spisovatel, 1964)
- Laris Ridibundus (soubor pohádek pro rozhlas. pořad Hajaja, il. Jan Adámek, Praha, SNDK, 1965)
- Vlažná vlna (Praha, Československý spisovatel, 1966 a 1970)
- Kdo nevěří, ať tam jede (il. Miroslav Rada a Přemysl Pospíšil, Praha, Panorama, 1978)
- Obláček pro radost (Pohádky, il. Eva Šedivá, Praha, Panorama, 1978)
- Pokřikovánky (nakreslil Václav Stárek, Praha, Panorama, 1978)
- Co dělá vítr, když nefouká (il. Helena Zmatlíková, Praha, Panorama, 1979)
- Jedna paní povídala (il. Osvald Špelina, Praha, Panorama, 1979)
- Pošli to dál (il. Miroslav Rada a Přemysl Pospíšil, Praha, Panorama, 1979)
- Všema čtyřma očima (il. Jan Dungel, Brno, Blok, 1982)
- Kouzelná chobotnice Krejzy (Il. Eva Šedivá, Praha, Panorama, 1985)
- Než dojde k vraždě (Praha, Československý spisovatel, 1985)
- Pepibubu (il. Jiří Kalousek, Praha, Panorama, 1986)
- Výbuch bude v šest (pro čtenáře od 12 let, il. Vladimír Jiránek, graf. upravil Zdeněk Mlčoch, Praha, Albatros, 1986)
- Tanec na ledě (obálka, vazba a typografie Milan Jaroš, Praha, Československý spisovatel, 1988)
- Než dojde k vraždě (doslov Alexandr Stich, il. Adriena Šimotová, typografie Ivan Toman, Praha, Československý spisovatel, 1990), vyšlo též polsky 1990
- Médium (Praha, Československý spisovatel, 1991)
- Zvířátka z pohádek Boženy Němcové (nakreslila Jolanta Lysková, Liberec, Nakladatelství Libereckých tiskáren, 1991)
- Všema čtyřma očima (il. Jiří Fixl, graf. úprava Vladimír Vimr, Praha, Albatros, 1992)
- Benedikt sluhou barona Prášila (ilustrace Olga Vychodilová, Praha, NS Svoboda, 1997)
- Co dělá vítr, když nefouká (ilustrovala Helena Zmatlíková, Praha, Artur, 2000 a Albatros 2015)
- Kouzelný oblázek (ilustrovala Helena Zmatlíková, Praha, Artur, 2000)
- Pepibubu (vypráví jedno nepovedené strašidlo, ilustrovala Helena Zmatlíková, Praha, Artur, 2001)
- Co mně ryba vyprávěla (ilustrace Helena Zmatlíková, Praha, Artur, 2003)
- Výbuch bude v šest (ilustrace Vladimír Jiránek, Praha, Artur, 2003)
- Kouzelná chobotnice Krejzy (ilustrace Helena Zmatlíková, Praha, Artur, 2004)
- Kdo nevěří, ať tam jede (ilustrovala Jana Štěpánová, Praha, Artur, 2013)

### Divadelní hry a úpravy, knižní vydání
- Na koho to slovo padne (komedie o šesti obrazech, Praha, Dilia, 1967)
- Zločin a trest (Fjodor Michajlovič Dostojevskij, dramatizace Aleny a Jaroslava Vostrých, Praha, Dilia, 1967)
- Na ostří nože (hudba Petr Skoumal, Praha, Dilia, 1969)
- Být královnou v Samandalu, volné zpracování Gozziho hry Zubaida, Jaroslav a Alena Vostrých, Praha, Dilia, 1982)
- V šatně (Josef Bouček), S ženami je kříž (Alena Vostrá) (Praha, Dilia, 1984)

### Divadelní inscenace
- 1966 Zločin a trest (Fedor Michajlovič Dostojevskij, dramatizace Aleny a Jaroslava Vostrých, Činoherní klub Praha)
- 1966 Na koho to slovo padne (Činoherní klub Praha, hudba Petr Skoumal, 204 repríz, 1968 Divadlo F. X. Šaldy Liberec)
- 1968 Na ostří nože (Hudba Petr Skoumal, Činoherní klub Praha)

### Filmografie
- 1987 Třetí hrb (animovaný film, námět a scénář)
- 1986 Zázračná chobotnica Krejzy (slovenský animovaný, scénář)
- 1985 Nezbedníci (animovaný film, námět a scénář)
- 1984 Přeskoč, přelez, podlez (animovaný film, námět)
- 1984 Výbuch bude v pět (animovaný film, námět a scénář, režie Josef Pinkava)
- 1983 Rusalka Hupsalka (animovaný film, námět a scénář)
- 1981 Konec kouzelníka Uhahuly (loutkový film, námět a scénář)
- 1977 Krejčí Záševek a bradatý kámen (TV inscenace, scénář)

### Rozhlasové hry a dramatizace
- 1982 Na shledanou na severu
- 1985 Prosím jen vážně (původně divadelní hra)
- 1991 S ženami je kříž (monodrama)